# 大和町 (神戸市)
大和町（やまとちょう）は兵庫県神戸市灘区の町名の一つで、同区東部、徳井字大和町（やまとまち）・下小田中・中郷と高羽字地蔵から昭和11年（1936年）9月に成立した。郵便番号：657-0031。（地図 - Google マップ）

## 地理
四丁目に徳井神社がある。東は石屋川を挟み東灘区御影石町、南は中郷町、西は高羽川を挟み深田町、北はJR東海道本線を挟み弓木町。東から順に一～五丁目が存在する。

## 歴史
中世には大和の名が見え、徳井荘の中心に位置していた。この大和の由来について『続日本紀』巻二九、神護景雲3年（769年）6月の件に「菟原郡人正八位下倉人ノ水守等十八人ニ大和連ヲ賜フ」とあり、大和国からの移住者だったのではと『神戸の町名』では推察している。

## 人口統計
令和2年国勢調査（2020年10月1日）における世帯数1,081、人口2,082で内男性946人・女性1,136人。